# 파이어 위드 파이어
파이어 위드 파이어(Fire with Fire)는 2012년 개봉한 미국의 영화이다.

## 캐스트
- 조시 더멜 - Jeremy Coleman
- 로자리오 도슨 - Talia Durham
- 브루스 윌리스 - Mike Cella
- 빈센트 도노프리오 - Neil Hagan
- 50 센트 - Emilio
- 리처드 시프 - Harold Gethers